# Pokoj (glagoljsko slovo)
Pokoj (stsl. pokojь) je naziv za slovo glagoljice i stare ćirilice. 
Koristilo se za zapis glasa /p/, te u glagoljici i ćirilici kao broj 90. Slovo je možda izvedeno iz grčkog π (pi).
Standard Unicode i HTML ovako predstavljaju slovo pokoj u glagoljici:
|                    | Unikod | Unikod                           | HTML     | HTML | izgled ovisi o pregledniku | poveznice (engl.)                |
| k. točka           | naziv  | kod                              | entitet  |      | izgled ovisi o pregledniku | poveznice (engl.)                |
| ------------------ | ------ | -------------------------------- | -------- | ---- | -------------------------- | -------------------------------- |
| veliko slovo pokoj | U+2C12 | GLAGOLITIC CAPITAL LETTER POKOJI | &#x2C12; | nema | Ⱂ                          | detaljni podaci test preglednika |
| malo slovo pokoj   | U+2C42 | GLAGOLITIC SMALL LETTER POKOJI   | &#x2C42; | nema | ⱂ                          | detaljni podaci test preglednika |

## Vanjske poveznice
- Definicija glagoljice u standardu Unicode (PDF) (eng.)
- Stranica R. M. Cleminsona, s koje se može instalirati font Dilyana koji sadrži glagoljicu po standardu Unicode  Arhivirana inačica izvorne stranice od 29. listopada 2005. (Wayback Machine) (eng.)